# Clasville
Clasville ist eine französische Gemeinde mit 348 Einwohnern (Stand 1. Januar 2022) im Département Seine-Maritime in der Region Normandie. Sie gehört zum Arrondissement Dieppe und zum Kanton Saint-Valery-en-Caux.

## Bevölkerungsentwicklung
| Jahr      | 1962 | 1968 | 1975 | 1982 | 1990 | 1999 | 2007 | 2015 |
| Einwohner | 215  | 223  | 181  | 236  | 215  | 222  | 256  | 312  |

## Sehenswürdigkeiten
- Kirche Sainte-Honorine aus dem 16. Jahrhundert